# Alexis Castro
Alexis de Jesús Castro Rodríguez, auch Alexis Castro (* 15. Oktober 1980) ist ein ehemaliger kolumbianischer Radrennfahrer.
Alexis Castro wurde 2002 panamerikanischer Meister im Straßenrennen der U23-Klasse. Außerdem gewann er eine Etappe beim Doble Copacabana Grand Prix Fides und wurde Dritter in der Gesamtwertung. 2004 wurde er Profi bei dem Radsportteam Colombia-Selle Italia. In seinem zweiten Jahr dort gewann er jeweils eine Etappe bei der Vuelta al Cauca und bei der Clásica Nacional Marco Fidel Suárez. 2006 wechselte er zu Viña Magna-Cropu, wo er eine Etappe bei der Vuelta a Boyacà und eine Etappe der Vuelta a Antioquia gewann.

## Erfolge
2002
- Panamerikanischer Straßenmeister (U23)
- eine Etappe Doble Copacabana Grand Prix Fides

## Teams
- 2004 Colombia-Selle Italia
- 2005 Colombia-Selle Italia
- 2006 Viña Magna-Cropu
- 2007 Colombia es Pasión
- 2008 Colombia es Pasión
- 2013 Aguardiente Antioqueño-Lotería de Medellín
- 2014 Aguardiente Antioqueño-Lotería de Medellín-IDEA